# 고이부치촌
고이부치촌(鯉淵村)은 이바라키현 히가시이바라키군에 일찍이 존재했던 촌이다.

## 지리
- 구 우치하라정, 현재의 미토시 서부, 가사마시 동부에 해당한다.
- 촌의 동쪽에는 쿠누마강 지류가 흐르고 있다.
- 촌은 대부분 고원지대로 평지는 동부의 일부에 있다.

## 역사
- 1889년 4월 1일 - 정촌제 시행에 의해 히가시이바라키군 고이부치촌이 성립비하였다
- 1955년 3월 31일 - 고이부치촌의 일부는 니시이바라키군 도모베정에 편입되었고, 시모나카쓰마촌, 나카쓰마촌과 합병해 우치하라촌이 성립하여 소멸하였다.

## 인구
| 1891년 | 2,267 |
| 1905년 | 2,758 |
| 1920년 | 3,332 |
| 1935년 | 3,652 |
| 1950년 | 6,401 |

## 참고문헌
- 角川日本地名大辞典編纂委員会『가도카와 일본 지명 대사전 8 茨城県』、가도카와 쇼텐、1983年 ISBN 4040010809